# Campeonato Panamericano de Taekwondo de 1994
El VIII Campeonato Panamericano de Taekwondo se celebró en Heredia (Costa Rica) en 1994 bajo la organización de la Unión Panamericana de Taekwondo.
En total se disputaron en este deporte dieciséis pruebas diferentes, ocho masculinas y ocho femeninas.

## Resultados

### Masculino
| Evento | Oro                                | Plata                        | Bronce                                                          |
| ------ | ---------------------------------- | ---------------------------- | --------------------------------------------------------------- |
| –50 kg | Luis Sojo · Venezuela              | Steven López Estados Unidos  | Héctor Rivera · Puerto Rico · Carlos Ayala Yee · México         |
| –54 kg | Rubén Palafox · México             | Henry Avendaño · Colombia    | Dickens Mathurin · Canadá · Miguel Torres · Puerto Rico         |
| –58 kg | Rafael Zúñiga Carreón · México     | Pedro Carazo · Costa Rica    | Fernando Ramírez · Argentina · Marcial Basanta · Cuba           |
| –64 kg | Williams de Jesús Córdova · México | Milton Iwama · Brasil        | Sean Wagner · Canadá · Fernando Oviedo · Colombia               |
| –70 kg | Jean López Estados Unidos          | Simoni Ubirajara · Brasil    | Julio Álvarez · México · Roberto Abreu · Cuba                   |
| –76 kg | Arturo Utria · Cuba                | Sayed Najem · Canadá         | Garth Cooley · Estados Unidos · Sergio Castellanos · México     |
| –83 kg | Víctor Estrada · México            | Juan Alfredo Escobar · Cuba  | Eduardo Cintra · Brasil · Panagiotis Bardatsos · Estados Unidos |
| +83 kg | Nelson Sáenz Miller · Cuba         | Lúcio Freitas Silva · Brasil | Dirk Neverman · Costa Rica · Paris Amani · Estados Unidos       |

### Femenino
| Evento | Oro                            | Plata                             | Bronce                                                        |
| ------ | ------------------------------ | --------------------------------- | ------------------------------------------------------------- |
| –43 kg | Yanet Puerto · Cuba            | Liliana Aguirre Pérez · México    | Suhail Bencomo · Venezuela · Kristen Tanghe · Canadá          |
| –47 kg | Gloria Sucre · Venezuela       | Maria da Conceição · Brasil       | Yunia Cruz · Cuba · Andrea Carmona · Costa Rica               |
| –51 kg | Patricia Mariscal · México     | Urbia Meléndez Rodríguez · Cuba   | Leonildes Santos · Brasil · C. Word · Argentina               |
| –55 kg | Verónica Márquez · México      | Kelly Thorpe Estados Unidos       | Alejandra Chancalay · Argentina · Niuris Díaz · Cuba          |
| –60 kg | Nohemar Leal · Venezuela       | Carmen Morales · México           | Gaël Texier · Canadá · Sonallis Mayan · Cuba                  |
| –65 kg | Mónica del Real Jaime · México | Dana Martin Estados Unidos        | Ohdra Malpica · Venezuela · Karina Pecina · Argentina         |
| –70 kg | Mireya Manus · Cuba            | Barbara Kunkel Estados Unidos     | Natalia Acciaio · Argentina · Johana Chica · Colombia         |
| +70 kg | Lazara Zayas · Cuba            | Estela Esmeralda Tafolla · México | Carolina Anchía · Costa Rica · Robin Umphrey · Estados Unidos |

## Medallero
| Núm. | País           | Oro | Plata | Bronce | Total |
| ---- | -------------- | --- | ----- | ------ | ----- |
| 1    | México         | 7   | 3     | 3      | 13    |
| 2    | Cuba           | 5   | 2     | 5      | 12    |
| 3    | Venezuela      | 3   | 0     | 2      | 5     |
| 4    | Estados Unidos | 1   | 4     | 4      | 9     |
| 5    | Brasil         | 0   | 4     | 2      | 6     |
| 6    | Canadá         | 0   | 1     | 4      | 5     |
| 7    | Costa Rica     | 0   | 1     | 3      | 4     |
| 8    | Colombia       | 0   | 1     | 2      | 3     |
| 9    | Argentina      | 0   | 0     | 5      | 5     |
| 10   | Puerto Rico    | 0   | 0     | 2      | 2     |
|      | TOTAL          | 16  | 16    | 32     | 64    |